# Condicions meteorològiques extremes

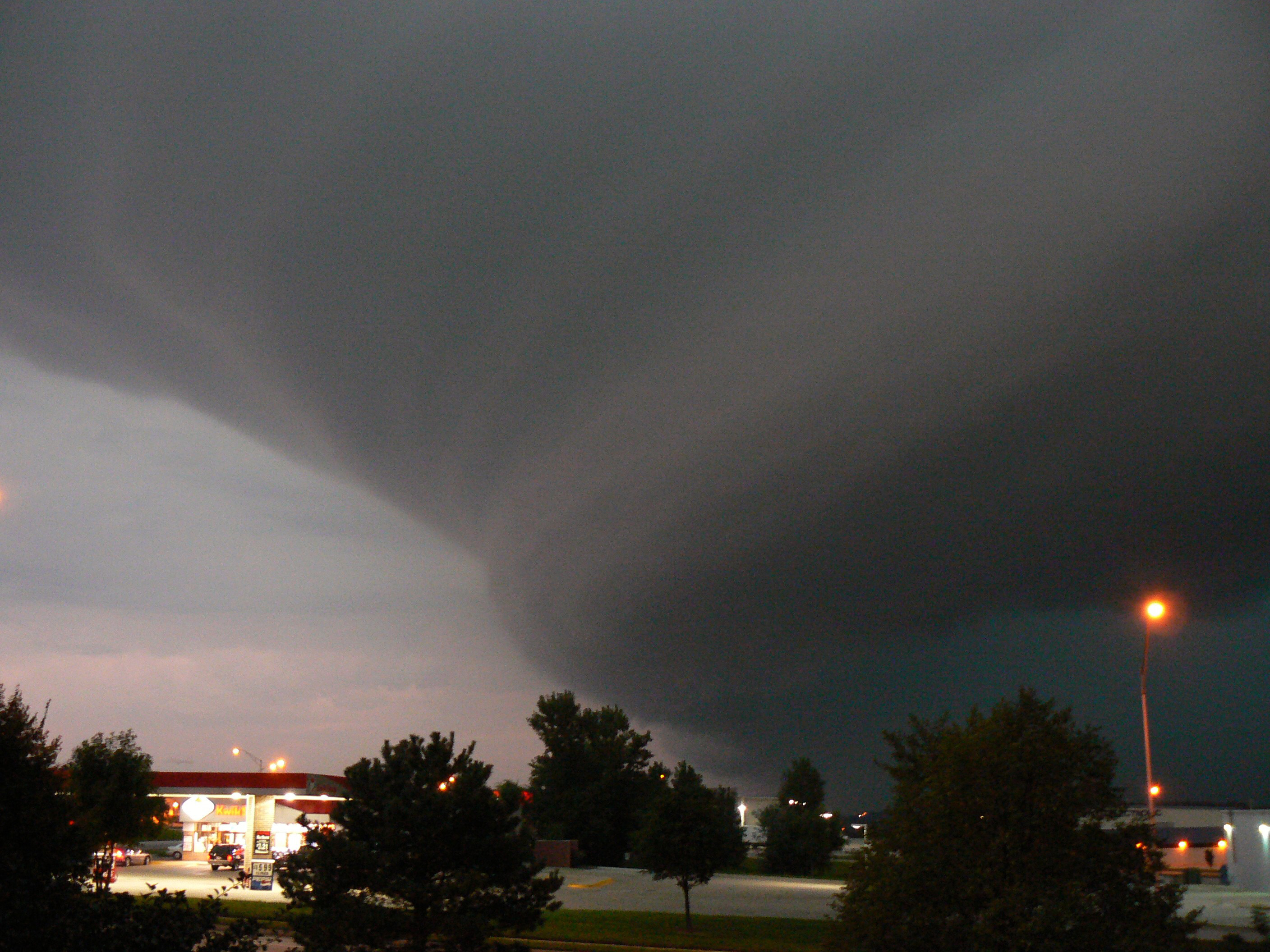
Front de tempesta a Nebraska

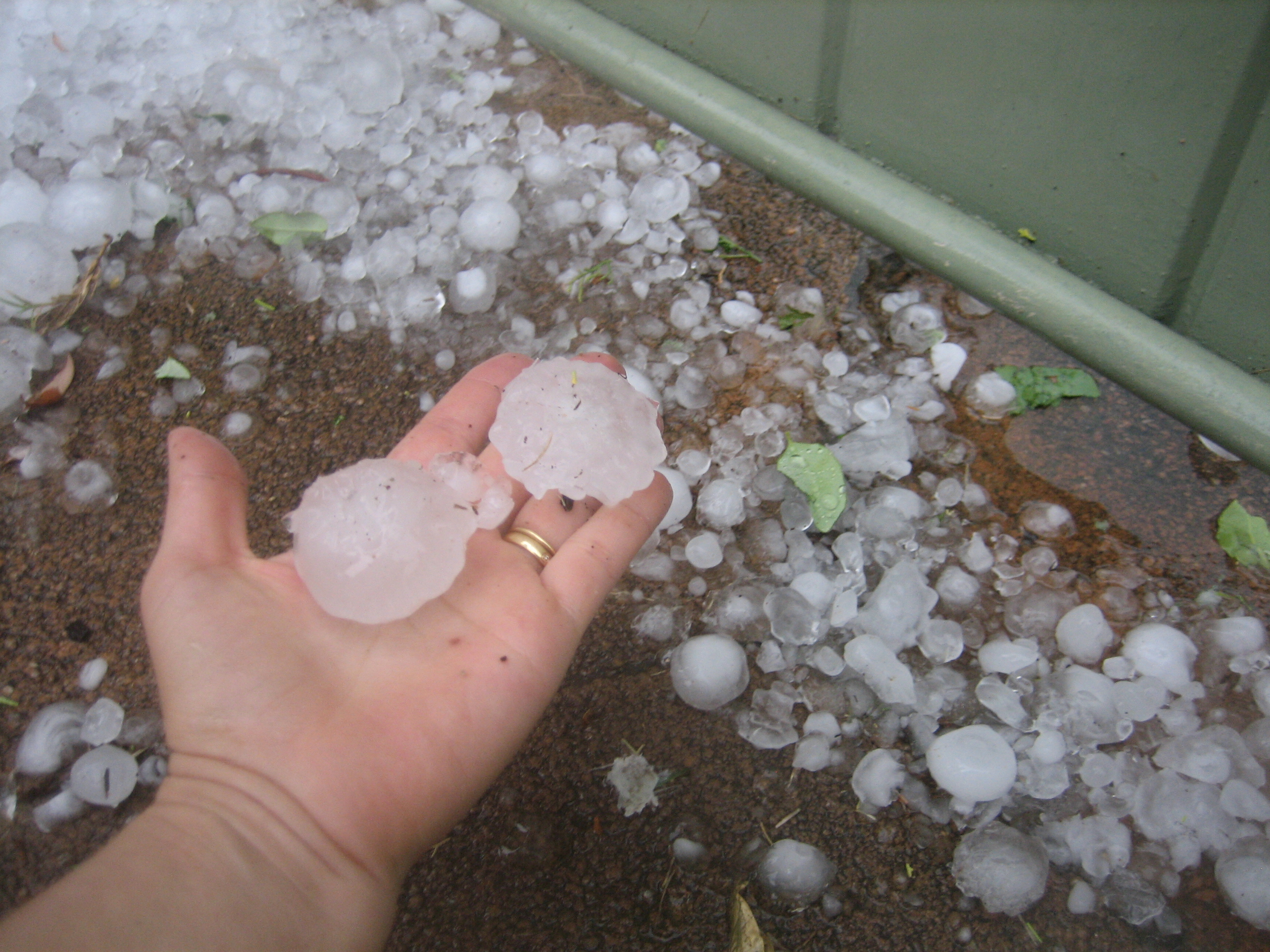
Pedra d'una de diàmetre superior a 2 cm després d'una tempesta a prop de Perth (Austràlia)

Les condicions meteorològiques extremes o temps violent són situacions meteorològiques de perill produïdes pels fenòmens meteorològics perillosos que poden causar danys, trastorns socials greus o morts. Els tipus de condicions meteorològiques extremes varien segons la latitud, l'altitud, la topografia i les condicions atmosfèriques. Els vents forts, les pedregades, les precipitacions desmesurades i els incendis forestals en són exemples. Les condicions meteorològiques extremes són causades per tempestes, tornados, ràfegues descendents, llamps, tornados, ciclons tropicals i ciclons extratropicals. Els fenòmens meteorològics extrems regionals inclouen les torbonades, tempestes de neu, glaçades intenses i tempestes de sorra.
El episodis de temps violent són generalment predictibles. Els mitjans de comunicació sovint informen de mal temps mitjançant un butlletí d'alerta meteorològica.

## Diferenciació terminològica
No s'ha de confondre les condicions meteorològiques extremes o el temps violent amb el que són els fenòmens meteorològics extrems.
Els esdeveniments meteorològics extrems inclouen temps inesperat, inusual, sever, o no estacional i meteorologia als extrems de la distribució històrica. Sovint, els esdeveniments extrems es basen en l'historial meteorològic registrat d'una ubicació, és a dir, fenòmens meteorològics poc comuns o impropis de l'estació meteorològica en un lloc determinat.

## Temps violent a Catalunya
Els fenòmens meteorològics de temps violent o sever (de l’anglès “severe weather”) són aquells que poden causar danys materials o posar en risc la vida de les persones. En tractar-se d’un terme que pot incloure diversos fenòmens amb diferent grau d’afectació, s'han definit una sèrie de llindars per poder-lo quantificar. Així, i seguint les pautes del National Weather Service, el temps violent o sever correspon a:
- pedra de diàmetre superior a 2 cm,
- ratxes de vent superiors a uns 25 m/s.
- tornado (rotacional) o bé en una direcció concreta (generalment, en la forma que es coneix com a esclafit).
- fenòmens associats a les tempestes severes, com ara llamps o pluges d’elevada intensitat. Aquestes manifestacions no es consideren com a indicadors de la “severitat” de la tempesta. Tanmateix, la presència i detecció de determinats patrons associats a aquests últims fenòmens són fonamentals per a la diagnosi i predicció a curt termini de la possible severitat de la tempesta.

El Servei Meteorològic de Catalunya (SMC) identifica una Situació Meteorològica de Perill (SMP) quan es preveu la superació d’uns llindars específics per cada meteor.